# 花咲雅
花咲雅（日语：／ Hanasaki Miyabi），是Holostars所属的一位日語虚拟主播，於2019年6月8日出道。

## 人物概述
花咲雅是Holostars 1期生的成員。角色設定為，自稱不擅長鍛煉，虛弱的體質和缺乏權力的普通人（？，雖然他經常成為其他人茶餘飯後的話題。但也因為他大氣的性格，讓他在現場表演中的歌聲備受聽眾的喜愛。此外他也擅長聲音模仿。
花咲雅的角色設計者為。
直播內容以遊戲、歌唱與雜談為主。對粉絲的稱呼為「花見組」。

## 活動歷史
2019年6月8日，花咲雅於YouTube上正式出道。
2021年1月3日，正月服裝發布。同年10月4日，公布3D模型並进行直播。
2022年11月15日，秋冬服裝發布。

## 參與活動

### holostar 全體直播
- Holostars 2nd ACT「GREAT VOYAGE to UNIVERSE!!」（日语：Holostars 2nd ACT「GREAT VOYAGE to UNIVERSE!!」）（2022年10月20日）[7][8]
- HOLOSTARS 5th Anniversary Live -Movin’ On!-（日语：HOLOSTARS 5th Anniversary Live -Movin’ On!-）（2023年6月8日）[9][10]

### 其他活動
- Holizontal JAM Overwatch 2 powered by Holizontal featuring Xbox（2023年8月30日）[11][12]
- アニメイトガールズフェスティバル（AGF）2022（2022年11月5日～2022年11月6日）[13]

## 音樂作品

### 参加作品
|      | 發布日期       | 樂曲名稱 | 數位媒體規格產品編號 | 其他參與成員                      | 備註   |
| ---- | -------------- | -------- | -------------------- | --------------------------------- | ------ |
| 單曲 |                |          |                      |                                   |        |
| 1    | 2021年12月21日 |          | CVRD-101             | 奏手一弦、阿斯特爾·瑞達、岸堂天真 | [ 18 ] |

## 外部連結
- 花咲雅在holostarts的官方主頁 （日語）
- YouTube上的Miyabi Ch. 花咲みやび頻道（英文）
- 花咲雅的X（前Twitter）